# KkStB 42/s.0
Die kkStB 42/s.0 war eine Schmalspur-Elektrotriebwagenreihe der k.k. österreichischen Staatsbahnen kkStB.
Die beiden Fahrzeuge wurden 1910 von AEG in Wien (elektrische Ausrüstung) und von der Grazer Waggonfabrik für den Güterverkehr auf der meterspurigen Lokalbahn Trento–Malè gebaut.
Sie wurden mit 750 Volt Gleichspannung betrieben und hatten ein Zugsführer- sowie zwei Güterabteile.
Die Fahrzeuge blieben auch nach dem Ersten Weltkrieg auf ihrer Stammstrecke, d. h., sie kamen nach 1918 zur FS.
1936 wurde die Privatgesellschaft Società Autonoma Transporti Pubblici (SATP) gegründet, welche die Bahn und damit die Fahrzeuge übernahm.
In den 1960er-Jahren wurde die Strecke auf 3 kV Gleichspannung umgebaut, was 1964 zur Ausmusterung der Triebwagen führte.